# Хиндустан
Хиндустан (хинд. हिन्दुस्तान, урд. ہندوستان‎) је заједнички географски појам за сјевер/сјеверозапад Индијског потконтинента.

## Етимологија
Појам Хиндустан има поријекло из персијске ријечи Хинду. У староперсијском језику, за област око ријеке Инд је кориштен назив Хиндуш (ирански еквивалент санскртске ријечи Синдху), из чега је извеведа савремена персијска ријеч Хинд, Хинду. У комбинацији са персијским суфиксом -стан (што значи мјесто или земља), добија се Хиндустан, тј. „земља Хинда“. Око 1. вијека прије н. е, израз Хеин-ту су користили Кинези за сјеверноиндијске народе. Израз је ушао у општу употребу за вријеме владавине Могула, коју су за средиште територије којом су управљали, Делхи и Панџаб, користили назив Хиндустан.

## Тренутна употреба

### Географска област
Израз Хиндустан историјски означава Индо-гангску низију, која се налази између Хималаја, Виндхје и басена ријеке Инд у Пакистану.
Даље, може се односити на различите аспекте који припадају једном од три географска подручја: басену ријеке Инд (источни Пакистан) током средње вијека, или области сјеверне Индије, источно и јужно од ријеке Јамуна, између Виндхјаје и Хималаја, у мјестима у којима се говори хинди-урду језик.
Скраћени облик се јавља у индијском патриотском поздраву, џаи Хинд, који је популаризовао Субхас Чандра Босе, који га је користио на Азад Хинд радију током индијског покрета независности. Данас се користи као поздрав и бојни поклич у оружаним снагама Индије.
У одговарајућим дисциплинама историје и географије, Хиндустан се односи на област средње и горње долине ријеке Ганг; Хиндустан је по дефиницији област смјештена између различитих земаља у Панџабу на сјеверозападу и Бенгалу на правцу сјевер-исток. Израз није синоним за „Јужну Азију“, „Индију“, „Земљу Хиндуса“, или за савремену Републику Индију.

## Становништво
Међу говорницима хинди језика у Индији, израз Хиндустанци се односи на Индијце без обзира на вјерску припадност. Међу нехинди говорницима, нпр. говорницима бенгали језика, израз Хиндустанци се односи на особу која је из горњег тока Ганга, не изражавајући вјерску припадност, него географску.